# Jharuwarasi
Jharuwarasi es un pueblo ubicado en el distrito de Lalitpur, Nepal.

## Superficie
Cuenta con una superficie de 3,811 kilómetros cuadrados.

## Demografía
Hasta 2015 la población era de 1562 habitantes, con una densidad de población de 409,8 habitantes por kilómetro cuadrado. Con una población masculina y femenina de 771 (49,4%) y 791 (50,6%) respectivamente.
| Gráfica de evolución demográfica de Jharuwarasi entre 1975 y 2015 |
|                                                                   |
| Datos según el Centro Común de Investigación.                     |